# Kurt Gerstein
Kurt Gerstein (Münster, 11 agosto 1905 – Parigi, 25 luglio 1945) è stato un militare tedesco, ufficiale delle Waffen-SS e membro dell'Istituto di Igiene delle Waffen SS.
Sebbene membro delle SS, Kurt Gerstein cercò di opporsi al genocidio nazista di cui era venuto a conoscenza, testimoniando l'eccidio dei prigionieri nei campi di concentramento di Bełżec e Treblinka. Contattò il diplomatico svedese Göran von Otter (padre di Anne Sofie von Otter), nonché alcuni esponenti della Chiesa cattolica (come il nunzio apostolico Cesare Orsenigo) vicini al papa Pio XII, per denunciare pubblicamente lo sterminio in corso. Nel 1945 scrisse il rapporto Gerstein, dove rivelava ciò che sapeva. Mentre era detenuto in attesa di giudizio dai francesi, fu trovato morto. Dubbi sussistono sulla causa della morte, che potrebbe essere stata suicidio od omicidio.

## Biografia
Kurt Gerstein nacque a Münster in Vestfalia. Completò gli studi in ingegneria nel 1931. Mentre studiava entrò a fare parte dei Corpi Teutonici di Marburgo, come tutti i membri maschi della sua famiglia. Nel 1933 diventò ispettore delle miniere per il governo nazista e aderì al Partito nazista. Da militante protestante e membro della YMCA, entrò presto in conflitto con il governo nazista; fu arrestato la prima volta il 4 settembre 1936, messo in custodia protettiva per cinque settimane ed espulso dal partito. Venne arrestato una seconda volta nel luglio 1938 e rilasciato sei settimane dopo per mancanza di prove.
Il 4 settembre 1937, Kurt iniziò a studiare Medicina all'Università di Tubinga. Agli inizi del 1941 aderì alle SS, divenendo membro dell'istituto d'igiene e nel 1942 ufficiale capo dei servizi tecnici di disinfestazione delle Waffen SS. Venne a conoscenza dell'uso reale che si fece del gas Zyklon B, un antiparassitario. Nel campo di concentramento di Auschwitz vi fu una prima fase sperimentale nel 1941 che vide inizialmente la liquidazione dei prigionieri di guerra russi e una seconda fase di utilizzo sistematico nel nuovo lager di Auschwitz-Birkenau a partire dal 1942, anno la cui distribuzione nei lager passò appunto sotto il controllo dell'Istituto d'Igiene delle Waffen SS. L'uso del gas finì per implementare le tecniche di sterminio principalmente di un altro lager, Majdanek. Nei lager come Treblinka e Belzec, dove Kurt transitò in prima persona, le camere a gas invece funzionarono sfruttando prettamente monossido di carbonio prodotto dai motori diesel.
Sconvolto dal toccare con mano lo sterminio in atto, tentò molte volte, dal 1942 al 1945, di informare i vari governi neutrali o Alleati circa l'esistenza e i dettagli dei campi di sterminio; tuttavia i suoi sforzi sortirono solo lievi effetti, come l'interessamento della Svezia a ospitare alcune migliaia di bambini ebrei. Il 26 aprile 1945, a guerra non ancora finita, scrisse una relazione sui fatti di cui era stato testimone, successivamente indicata come rapporto Gerstein e da lui stesso consegnata agli Alleati il 5 maggio al momento della sua cattura. Quanto scritto fu confermato nel corso di un interrogatorio sostenuto da parte degli ufficiali francesi il 26 giugno e il 10 luglio. Il rapporto fu scritto originariamente in francese e fu successivamente riscritto due volte da lui stesso in lingua tedesca.
Morì impiccato nel luglio del 1945 a Parigi, in prigione, in circostanze poco chiare: si sospettò il suicidio ma anche l'omicidio da parte di altri ufficiali SS detenuti. Inizialmente giudicato colpevole di essere stato complice delle violenze naziste, fu ufficialmente riabilitato dopo circa venti anni a seguito di un riesame del suo caso, riconoscendo quanto realmente fece per fermare o quantomeno limitare il genocidio nazista.

## Controversie
La verosimiglianza di alcuni aspetti del rapporto Gerstein è stata contestata dagli storiografi negazionisti, alla luce delle contraddizioni e delle discrepanze esistenti fra le diverse stesure: in Francia le polemiche a questo riguardo hanno dato origine ad un dibattito accademico e giudiziario noto come affaire Roques.

## Nella cultura di massa
Gli sforzi di Kurt Gerstein per aderire ai suoi impegni di militare e di cristiano protestante sono mostrati nel film drammatico del 2002 Amen., diretto da Costa-Gavras, che fa ampio riferimento all'opera Il Vicario di Rolf Hochhuth del 1963.